# Ringer-Juniorenweltmeisterschaften 1982
Die Ringer-Juniorenweltmeisterschaften 1982 fanden im August 1982 in Colorado Springs, Vereinigte Staaten statt. 
Sie wurden zusammen mit den Weltmeisterschaften der Kadetten ausgetragen.

## Junioren, griechisch-römisch

### Ergebnisse
| Klasse  | Gold                 | Silber           | Bronze             |
| ------- | -------------------- | ---------------- | ------------------ |
| - 48 kg | Sergei Buranow       | Kim Jin-won      | Shi Long           |
| - 52 kg | Wladimir Morssichini | Jeff Clark       | Dietmar Späth      |
| - 56 kg | Waleri Perminow      | Richard Howell   | Siegbert Sauer     |
| - 60 kg | Ilham Gamidow        | Todd Nicholson   | Roger Gössner      |
| - 65 kg | Umberto DiBiase      | Jung Byung-chung | Sergei Fentschenko |
| - 70 kg | Alexander Kondratzki | Armin Rachor     | Angelo Cuazalina   |
| - 75 kg | Waleri Korodew       | Stefan Edvarsson | Mohamed El-Ashram  |
| - 81 kg | Georg Marchl         | Igor Naumenko    | Tony Kourmoulus    |
| - 87 kg | Sauri Iwanaschwili   | Thomas Roch      | Brad Steward       |
| + 87 kg | Aleksander Baskakow  | David Koplovitz  | Franz Moser        |

### Medaillenspiegel
| Rang | Land                | Gold | Silber | Bronze |
| ---- | ------------------- | ---- | ------ | ------ |
| 1    | Sowjetunion         | 8    | 1      | 1      |
| 2    | Österreich          | 1    | 0      | 0      |
|      | Italien             | 1    | 0      | 0      |
| 4    | Vereinigte Staaten  | 0    | 4      | 3      |
| 5    | BR Deutschland      | 0    | 2      | 4      |
| 6    | Südkorea            | 0    | 2      | 0      |
| 7    | Schweden            | 0    | 1      | 0      |
| 8    | Ägypten             | 0    | 0      | 1      |
|      | Volksrepublik China | 0    | 0      | 1      |

## Junioren, freier Stil

### Ergebnisse
| Klasse  | Gold                  | Silber          | Bronze           |
| ------- | --------------------- | --------------- | ---------------- |
| - 48 kg | Noh Kyung-sun         | Corey Baze      | Igor Perwatschuk |
| - 52 kg | Serik Altschimbajew   | Leslie Saul     | Kim Hae-yong     |
| - 56 kg | Ewgeni Kuralenok      | Gong Yong-il    | Terry DiNatalie  |
| - 60 kg | Joe Ghezzi            | Jörg Helmdach   | Rustam Gadjiew   |
| - 65 kg | Tony Cook             | Leonz Küng      | Oleg Konijew     |
| - 70 kg | Magomednebi Babator   | Peter Stark     | Oia Wu           |
| - 75 kg | Kazbek Demurow        | Klaus Riesterer | Fred Little      |
| - 81 kg | Macharbek Tschadarzew | John Stafford   | Basil Waibel     |
| - 87 kg | Leri Tschabelow       | Mike Davies     | Günter Klunk     |
| + 87 kg | Aleksander Motuchwili | Norman Barrett  | Andy Cope        |

### Medaillenspiegel
| Rang | Land                | Gold | Silber | Bronze |
| ---- | ------------------- | ---- | ------ | ------ |
| 1    | Sowjetunion         | 7    | 0      | 3      |
| 2    | Vereinigte Staaten  | 2    | 3      | 2      |
| 3    | Südkorea            | 1    | 1      | 1      |
| 4    | BR Deutschland      | 0    | 3      | 1      |
| 5    | Kanada              | 0    | 1      | 1      |
|      | Schweiz             | 0    | 1      | 1      |
|      | Bulgarien           | 0    | 1      | 1      |
| 8    | Panama              | 0    | 1      | 0      |
| 9    | Volksrepublik China | 0    | 0      | 1      |